# 孟萊王

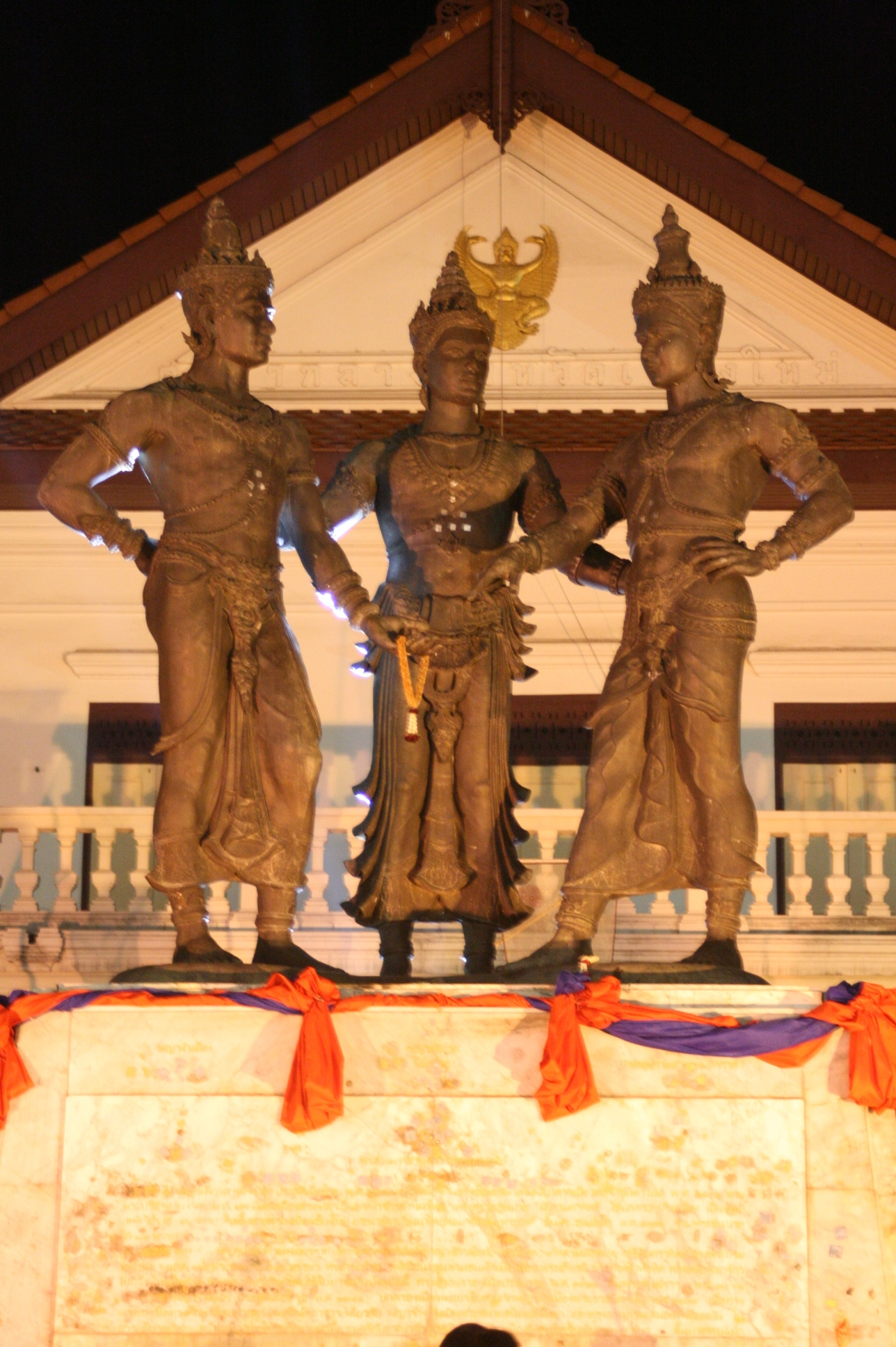
清迈三王纪念雕像：兰纳王孟莱（中）、 帕尧王安孟（左）和素可泰王兰甘亨（右）

孟莱王（1238年—1317年），又名芒莱、滿哥瑞，恩央王国第25位国王，兰纳王国都城清迈的第一位国王。在位期间，创制了兰纳文字。

## 身世
孟莱王1238年10月2日生于湄公河畔的恩央（今泰国清盛），是当地统治者老孟和他妻子娃敏宗孟的儿子，娃敏宗孟是傣泐城邦景昽的公主，景昽即今天中国西双版纳的景洪。
1259年，孟莱继承他父亲的王位，立志于成为兰纳和老挝北部统一傣族城邦的第一位独立国王。鉴于傣族诸国处于分裂的危险之中，孟莱立即通过征服勐莱、清坎和清孔及与其他国家结盟的政策来扩张他的王国。
1280年，孟莱和帕尧国王安孟、素可泰王國蘭甘亨国王缔約，三位共同反抗扩张中的蒙古帝国以保卫他们的国土。
孟莱王询问来自孟族王国駭黎朋猜（今南奔）的商人。当听到该国的富庶，他决心去征服它，并否决众臣的建议，他认为诉诸武力是不可能攻取该城的。孟莱派名叫艾法的商人为间谍去赢得哈利奔猜国王玉法的信任。之后，艾法成为宰相并设计逐步削弱国王的权威。
1281年，伴随着哈里奔猜人民的不满，孟莱击败了这个孟人王国，并将哈利奔猜纳入他的王国。玉巴，哈利奔猜最后的国王，被迫逃往南方的南邦。
击败哈利奔猜国之后，孟莱决定迁都。1294年，在宾河的东岸建立恭甘城。此地饱受洪水的困扰。一个新的地址精心挑选在西北几千米外的素贴山脚，清迈的建造始于1296年。
几年之后，玉巴之子、南邦王Boek率领大军进攻清迈，孟莱王的次子克兰王子指挥反击南邦军。
克兰王子在南邦附近的村庄Khua Mung以象背决斗击败Boek王，Boek王沿着南奔和南邦之间的Khun Tan山脉逃跑，但他被追军赶上并被就地处决。以此功勋，孟莱王特封克兰王子为“昭猜颂堪”。
孟莱王的长子变得急不可耐并试图夺取王位。他的尝试惨遭失败并被处决。孟莱王的次子坤克兰指定为继承人。孟莱王1317年死于清迈，根据传说，他在城中市场遭遇暴风雨，被雷电击中而死。